# Tomasz Adam Ostrowski
Tomasz Adam Ostrowski (21 décembre 1739 - 5 février 1817), est un diplomate et homme politique polonais.

## Biographie
Il remplit diverses missions près du roi de Prusse, de Louis XV et du pape, devint chambellan de Stanislas Poniatowski et membre de la commission du trésor. Il se déclara pour la constitution polonaise de 1791, fut nommé ministre des finances de Pologne, voulut en vain déterminer Stanislas à résister à la Russie, fut destitué par les confédérés de Targowice et envoyé sous la surveillance de la police russe à Kiev. Il reçut en 1809 le titre de maréchal du grand-duché de Varsovie, et présida de 1811 à 1813 le sénat polonais.

## Source
Cet article comprend des extraits du Dictionnaire Bouillet. Il est possible de supprimer cette indication, si le texte reflète le savoir actuel sur ce thème, si les sources sont citées, s'il satisfait aux exigences linguistiques actuelles et s'il ne contient pas de propos qui vont à l'encontre des règles de neutralité de Wikipédia.